# Feilschwanz-Katzenhai
Der Feilschwanz-Katzenhai (Parmaturus xaniurus) ist eine Art aus der Familie der Pentanchidae, der an der nordamerikanischen Pazifikküste vom mittleren Kalifornien bis zum Golf von Kalifornien vorkommt.

## Merkmale
Der Feilschwanz-Katzenhai kann eine Körperlänge von maximal 55 cm erreichen (Weibchen 47 bis 55 cm, Männchen 37 bis 45 cm). Wie viele Tiefseearten besitzt er einen relativ weichen Körper. Seine Schnauze ist kurz, breit und abgerundet, die Nasenklappen breit und dreieckig. Die erste Rückenflosse liegt direkt hinter dem Bauchflossenansatz. Die zweite Rückenflosse ist fast ebenso groß wie die erste und beginnt fast genau über dem Ansatz der größeren Afterflosse. Auf dem oberen Rand der Schwanzflosse findet sich eine Reihe vergrößerter Hautzähnchen. Wie bei Parmaturus pilosus weist die Leber des Feilschwanz-Katzenhais eine hohe Konzentration von Squalen auf, das möglicherweise beim Auftrieb hilfreich ist.

## Lebensweise
Der Feilschwanz-Katzenhai lebt auf dem Schelf und im oberen Bereich des Kontinentalhang in Tiefen von 90 bis 1250 Metern und ist häufig, aber wenig bekannt. Sichtungen liegen auch vom Grund des Santa Barbara vor, der sauerstoffarm ist und nur von wenigen Wirbeltieren bewohnt wird. Der wie bei der Glatthaiart Iago omanensis und dem Katzenhai Cephalurus cephalus vergrößerte Kiemenbereich ist wahrscheinlich eine Anpassung an Lebensräume mit geringem Sauerstoffgehalt.
Der Feilschwanz-Katzenhai ernährt sich wahrscheinlich von lebenden oder toten Fischen. Im Santa-Barbara-Kanal wurden Exemplare beim Verzehr von toten Laternenfischen beobachtet. Seine Eikapseln sind 7 bis 11 cm lang, 3 bis 4 cm breit und haben ungewöhnliche T-förmige seitliche Fortsätze.

## Gefährdung und Schutzmaßnahmen
Da die Bestandsgröße dieser Art und aktuelle Gefährdungen nicht bekannt sind, wird sie in der Roten Liste der IUCN in der Kategorie Data Deficient (ungenügende Datenlage) geführt.